# بطولة باوليستا 1929
كانت بطولة باوليستا 1929 الموسم الثامن والعشرون من دوري كرة القدم الأعلى في ساو باولو . تم التنافس على بطولتين في ذلك الموسم، كل منهما من قبل دوري مختلف (APEA وLAF).